# Cnesterodon iguape
Cnesterodon iguape är en fiskart som beskrevs av Paulo Henrique Franco Lucinda 2005. Cnesterodon iguape ingår i släktet Cnesterodon och familjen Poeciliidae. Inga underarter finns listade i Catalogue of Life.